# فرنسيسكو دي سا دي ميراندا
فرنسيسكو دي سا دي ميراندا (بالبرتغالية: Sá de Miranda) (و. 1491 – العقد 1550 م) هو شاعر، وكاتب، وكاتب مسرحي برتغالي، ولد في قلمرية.

## التعليم
تعلم في جامعة قلمرية
.